# Llista de monuments del districte de Los Sarrasins
Llista de monuments del districte de Los Sarrasins (Tarn i Garona) registrats com a monuments històrics, bé catalogats d'interès nacional (classé) o bé inventariats d'interès regional (inscrit).
| Monument                                                | Prot. | Època                                              | Localització                                              | Coordenades                                              | Codi?      | Imatge |
| ------------------------------------------------------- | ----- | -------------------------------------------------- | --------------------------------------------------------- | -------------------------------------------------------- | ---------- | --- |
| Edifici Desbordes                                       | Inv.  | Segle XVIII                                        | Autvilar place de la Halle                                | 44° 04′ 14″ N, 0° 53′ 57″ E / 44.070686°N,0.899299°E     | PA00095681 | Edifici Desbordes · Vegeu més fotos d'aquest monument · Carregueu una nova foto d'aquest monument                                 |
| Edificis                                                | Inv.  |                                                    | Autvilar place de la Halle-aux-Grains                     | 44° 04′ 14″ N, 0° 53′ 59″ E / 44.070652°N,0.89972°E      | PA00095701 | Edificis · Vegeu més fotos d'aquest monument · Carregueu una nova foto d'aquest monument                                          |
| Edifici                                                 | Inv.  |                                                    | Autvilar place de la Halle-aux-Grains; rue de la Triperie | 44° 04′ 15″ N, 0° 53′ 58″ E / 44.07086°N,0.899417°E      | PA00095700 | Edifici · Vegeu més fotos d'aquest monument · Carregueu una nova foto d'aquest monument                                           |
| Edifici                                                 | Inv.  |                                                    | Autvilar place de la Halle-aux-Grains                     | 44° 04′ 15″ N, 0° 53′ 58″ E / 44.070804°N,0.899522°E     | PA00095699 | Edifici · Vegeu més fotos d'aquest monument · Carregueu una nova foto d'aquest monument                                           |
| Edifici                                                 | Inv.  |                                                    | Autvilar place de la Halle-aux-Grains                     | 44° 04′ 14″ N, 0° 54′ 00″ E / 44.070606°N,0.899868°E     | PA00095698 | Edifici · Vegeu més fotos d'aquest monument · Carregueu una nova foto d'aquest monument                                           |
| Edifici                                                 | Inv.  |                                                    | Autvilar place de la Halle-aux-Grains                     | 44° 04′ 14″ N, 0° 54′ 00″ E / 44.070563°N,0.899916°E     | PA00095697 | Edifici · Vegeu més fotos d'aquest monument · Carregueu una nova foto d'aquest monument                                           |
| Edifici                                                 | Inv.  |                                                    | Autvilar place de la Halle-aux-Grains; rue Saint-Pierre   | 44° 04′ 13″ N, 0° 54′ 00″ E / 44.070401°N,0.900047°E     | PA00095695 | Edifici · Carregueu una nova foto d'aquest monument                                                                               |
| Edifici                                                 | Inv.  |                                                    | Autvilar place de la Halle-aux-Grains                     | 44° 04′ 13″ N, 0° 54′ 00″ E / 44.070384°N,0.899978°E     | PA00095694 | Edifici · Vegeu més fotos d'aquest monument · Carregueu una nova foto d'aquest monument                                           |
| Edifici                                                 | Inv.  |                                                    | Autvilar place de la Halle-aux-Grains                     | 44° 04′ 13″ N, 0° 54′ 00″ E / 44.070349°N,0.899945°E     | PA00095693 | Edifici · Vegeu més fotos d'aquest monument · Carregueu una nova foto d'aquest monument                                           |
| Edifici                                                 | Inv.  |                                                    | Autvilar place de la Halle-aux-Grains                     | 44° 04′ 13″ N, 0° 53′ 59″ E / 44.070193°N,0.899801°E     | PA00095691 | Edifici · Vegeu més fotos d'aquest monument · Carregueu una nova foto d'aquest monument                                           |
| Edifici                                                 | Inv.  |                                                    | Autvilar place de la Halle-aux-Grains                     | 44° 04′ 12″ N, 0° 53′ 59″ E / 44.070112°N,0.899793°E     | PA00095690 | Edifici · Vegeu més fotos d'aquest monument · Carregueu una nova foto d'aquest monument                                           |
| Edifici                                                 | Inv.  |                                                    | Autvilar place de la Halle-aux-Grains                     | 44° 04′ 12″ N, 0° 53′ 59″ E / 44.07007°N,0.899782°E      | PA00095689 | Edifici · Vegeu més fotos d'aquest monument · Carregueu una nova foto d'aquest monument                                           |
| Edificis                                                | Inv.  |                                                    | Autvilar place de la Halle-aux-Grains                     | 44° 04′ 12″ N, 0° 53′ 58″ E / 44.070134°N,0.899575°E     | PA00095687 | Edificis · Vegeu més fotos d'aquest monument · Carregueu una nova foto d'aquest monument                                          |
| Edifici                                                 | Inv.  |                                                    | Autvilar place de la Halle-aux-Grains                     | 44° 04′ 13″ N, 0° 53′ 58″ E / 44.070213°N,0.899554°E     | PA00095686 | Edifici · Vegeu més fotos d'aquest monument · Carregueu una nova foto d'aquest monument                                           |
| Edifici                                                 | Inv.  |                                                    | Autvilar place de la Halle-aux-Grains                     | 44° 04′ 13″ N, 0° 53′ 58″ E / 44.070268°N,0.899532°E     | PA00095685 | Carregueu una nova foto d'aquest monument                                                                                         |
| Edifici                                                 | Inv.  |                                                    | Autvilar place de la Halle-aux-Grains                     | 44° 04′ 13″ N, 0° 53′ 58″ E / 44.07033°N,0.899484°E      | PA00095684 | Edifici · Vegeu més fotos d'aquest monument · Carregueu una nova foto d'aquest monument                                           |
| Edifici                                                 | Inv.  |                                                    | Autvilar place de la Halle-aux-Grains                     | 44° 04′ 13″ N, 0° 53′ 58″ E / 44.070376°N,0.899457°E     | PA00095683 | Edifici · Vegeu més fotos d'aquest monument · Carregueu una nova foto d'aquest monument                                           |
| Edificis                                                | Inv.  |                                                    | Autvilar rue de l'Horloge; place de la Halle-aux-Grains   | 44° 04′ 12″ N, 0° 53′ 59″ E / 44.070012°N,0.899629°E     | PA00095692 | Edificis · Vegeu més fotos d'aquest monument · Carregueu una nova foto d'aquest monument                                          |
| Edifici                                                 | Inv.  |                                                    | Autvilar rue du Palais; place de la Halle-aux-Grains      | 44° 04′ 12″ N, 0° 53′ 59″ E / 44.069997°N,0.899798°E     | PA00095688 | Edifici · Carregueu una nova foto d'aquest monument                                                                               |
| Edifici                                                 | Inv.  |                                                    | Autvilar rue Saint-Pierre; rue de la Halle-aux-Grains     | 44° 04′ 14″ N, 0° 54′ 00″ E / 44.070525°N,0.900053°E     | PA00095696 | Carregueu una nova foto d'aquest monument                                                                                         |
| Edificis                                                | Inv.  |                                                    | Autvilar rue de la Triperie                               | 44° 04′ 16″ N, 0° 53′ 57″ E / 44.070995°N,0.899227°E     | PA00095702 | Carregueu una nova foto d'aquest monument                                                                                         |
| Edifici                                                 | Inv.  |                                                    | Autvilar rue de la Triperie; place de la Halle-aux-Grains | 44° 04′ 15″ N, 0° 53′ 57″ E / 44.070829°N,0.899133°E     | PA00095682 | Carregueu una nova foto d'aquest monument                                                                                         |
| Torre de l'Horloge                                      | Inv.  | Segle XVIII                                        | Autvilar rue de l'Horloge                                 | 44° 04′ 10″ N, 0° 53′ 58″ E / 44.069556°N,0.899583°E     | PA00095703 | Torre de l'Horloge · Vegeu més fotos d'aquest monument · Carregueu una nova foto d'aquest monument                                |
| Antic mercat de gra                                     | Cat.  | Segle XVIII                                        | Autvilar place de la Halle-aux-Grains                     | 44° 04′ 14″ N, 0° 53′ 59″ E / 44.070417°N,0.899611°E     | PA00095680 | Antic mercat de gra · Vegeu més fotos d'aquest monument · Carregueu una nova foto d'aquest monument                               |
| Església del Port                                       | Inv.  | Segle XIV                                          | Autvilar rue Sainte-Catherine                             | 44° 04′ 24″ N, 0° 53′ 49″ E / 44.073278°N,0.896806°E     | PA00095679 | Església del Port · Vegeu més fotos d'aquest monument · Carregueu una nova foto d'aquest monument                                 |
| Església                                                | Cat.  | Segles XI-XIII                                     | Autvilar place de l'église                                | 44° 04′ 12″ N, 0° 54′ 04″ E / 44.070083°N,0.901°E        | PA00095678 | Església · Vegeu més fotos d'aquest monument · Carregueu una nova foto d'aquest monument                                          |
| Castell de la Motte                                     | Inv.  | Segle XVIII                                        | Bardigas                                                  | 44° 02′ 25″ N, 0° 53′ 03″ E / 44.04040140°N,0.88405933°E | PA00095704 | Castell de la Motte · Vegeu més fotos d'aquest monument · Carregueu una nova foto d'aquest monument                               |
| Palau                                                   | Inv.  | Segle XVIII                                        | Bèumont de Lomanha 8 rue Despeyrous                       | 43° 52′ 56″ N, 0° 59′ 22″ E / 43.882096°N,0.989467°E     | PA82000017 | Palau · Carregueu una nova foto d'aquest monument                                                                                 |
| Edifici                                                 | Inv.  |                                                    | Bèumont de Lomanha 1 rue Nationale                        | 43° 52′ 59″ N, 0° 59′ 27″ E / 43.883028°N,0.990937°E     | PA00095707 | Edifici · Carregueu una nova foto d'aquest monument                                                                               |
| Granja d'Endivalot                                      | Inv.  | Segle XVII                                         | Bèumont de Lomanha                                        | 43° 52′ 03″ N, 0° 58′ 58″ E / 43.86751889°N,0.98277555°E | PA82000024 | Carregueu una nova foto d'aquest monument                                                                                         |
| Llotja                                                  | Cat.  |                                                    | Bèumont de Lomanha                                        | 43° 52′ 57″ N, 0° 59′ 19″ E / 43.8825°N,0.9886°E         | PA00095706 | Llotja · Vegeu més fotos d'aquest monument · Carregueu una nova foto d'aquest monument                                            |
| Església                                                | Cat.  |                                                    | Bèumont de Lomanha                                        | 43° 53′ 02″ N, 0° 59′ 18″ E / 43.88382613°N,0.98834223°E | PA00095705 | Església · Vegeu més fotos d'aquest monument · Carregueu una nova foto d'aquest monument                                          |
| Antiga granja de Ratelle                                | Inv.  |                                                    | Velbaser Ratelle                                          | 44° 18′ 37″ N, 1° 04′ 06″ E / 44.31036562°N,1.06834834°E | PA00135482 | Antiga granja de Ratelle · Vegeu més fotos d'aquest monument · Carregueu una nova foto d'aquest monument                          |
| Antiga església d'Ax                                    | Inv.  |                                                    | Bodon                                                     | 44° 06′ 55″ N, 0° 59′ 50″ E / 44.11540147°N,0.99721291°E | PA00095709 | Carregueu una nova foto d'aquest monument                                                                                         |
| Antiga capella Saint-Caprais                            | Inv.  |                                                    | Bonlòc Saint-Caprais                                      | 44° 18′ 08″ N, 1° 08′ 27″ E / 44.3021995°N,1.1407183°E   | PA00095711 | Antiga capella Saint-Caprais · Vegeu més fotos d'aquest monument · Carregueu una nova foto d'aquest monument                      |
| Església                                                | Inv.  |                                                    | Braçac Naudusse                                           | 44° 13′ 03″ N, 0° 58′ 14″ E / 44.21742748°N,0.97065981°E | PA00095713 | Església · Vegeu més fotos d'aquest monument · Carregueu una nova foto d'aquest monument                                          |
| Castell                                                 | Inv.  | Segles XII-XV                                      | Braçac                                                    | 44° 12′ 43″ N, 0° 58′ 23″ E / 44.21191073°N,0.97316573°E | PA00095712 | Castell · Vegeu més fotos d'aquest monument · Carregueu una nova foto d'aquest monument                                           |
| Castell                                                 | Inv.  | Segles XIV-XVII                                    | Castèlferrús Place de l'Église                            | 44° 00′ 39″ N, 1° 05′ 10″ E / 44.01078879°N,1.08603554°E | PA00095916 | Castell · Vegeu més fotos d'aquest monument · Carregueu una nova foto d'aquest monument                                           |
| Zona arqueològica de Saint-Genes                        | Cat.  | Neolític; Edat del ferro; Gal·loromà; Edat Mitjana | Castèlferrús                                              | 44° 00′ 11″ N, 1° 06′ 18″ E / 44.003°N,1.1049°E          | PA00095719 | Carregueu una nova foto d'aquest monument                                                                                         |
| Església                                                | Inv.  |                                                    | Castèlmairan Place de l'Église                            | 44° 01′ 45″ N, 1° 02′ 23″ E / 44.02916552°N,1.03961945°E | PA00095720 | Església · Vegeu més fotos d'aquest monument · Carregueu una nova foto d'aquest monument                                          |
| Pou de la plaça                                         | Inv.  |                                                    | Castèlsagrat place de la Liberté                          | 44° 11′ 02″ N, 0° 56′ 49″ E / 44.18383312°N,0.94683892°E | PA00095723 | Pou de la plaça · Vegeu més fotos d'aquest monument · Carregueu una nova foto d'aquest monument                                   |
| Cases al voltant de la plaça                            | Inv.  |                                                    | Castèlsagrat                                              | 44° 11′ 01″ N, 0° 56′ 48″ E / 44.18374995°N,0.94657603°E | PA00095722 | Cases al voltant de la plaça · Vegeu més fotos d'aquest monument · Carregueu una nova foto d'aquest monument                      |
| Església                                                | Cat.  | Segles XIV-XVIII                                   | Castèlsagrat                                              | 44° 11′ 01″ N, 0° 56′ 50″ E / 44.18363352°N,0.94724871°E | PA00095721 | Església · Carregueu una nova foto d'aquest monument                                                                              |
| Hôtel de Marceillac                                     | Inv.  | Segle XX                                           | Los Sarrasins 54 rue de l'Egalité                         | 44° 02′ 21″ N, 1° 06′ 30″ E / 44.03921513°N,1.10827364°E | PA82000015 | Hôtel de Marceillac · Carregueu una nova foto d'aquest monument                                                                   |
| Casa                                                    | Inv.  | Segle XV                                           | Los Sarrasins place de la Liberté                         | 44° 02′ 21″ N, 1° 06′ 24″ E / 44.03925795°N,1.10671445°E | PA00095724 | Casa · Carregueu una nova foto d'aquest monument                                                                                  |
| Església Saint-Sauveur                                  | Inv.  | Segles XIII-XV                                     | Los Sarrasins                                             | 44° 02′ 15″ N, 1° 06′ 26″ E / 44.03753740°N,1.10727059°E | PA82000006 | Església Saint-Sauveur · Carregueu una nova foto d'aquest monument                                                                |
| Casa italiana                                           | Inv.  |                                                    | Los Sarrasins rue de la Révolution                        | 44° 02′ 15″ N, 1° 06′ 35″ E / 44.03746600°N,1.10984277°E | PA00095725 | Casa italiana · Vegeu més fotos d'aquest monument · Carregueu una nova foto d'aquest monument                                     |
| Estela encastada en el mur del taller de M. Sarremejane | Inv.  | Segle XVIII                                        | Los Sarrasins quartier Saint-Louis                        | 44° 02′ 09″ N, 1° 06′ 34″ E / 44.03590245°N,1.10945546°E | PA00095726 | Carregueu una nova foto d'aquest monument                                                                                         |
| Església                                                | Inv.  | Segles XII-XVI                                     | Lo Casterar de Boset                                      | 43° 59′ 59″ N, 0° 55′ 10″ E / 43.99963535°N,0.91949864°E | PA00095727 | Església · Vegeu més fotos d'aquest monument · Carregueu una nova foto d'aquest monument                                          |
| Església de Bruyères                                    | Inv.  |                                                    | Cases e Montdenard Bruyères                               | 44° 12′ 11″ N, 1° 11′ 43″ E / 44.20317579°N,1.19523300°E | PA00095738 | Església de Bruyères · Vegeu més fotos d'aquest monument · Carregueu una nova foto d'aquest monument                              |
| Molí d'aigua de la Théoule                              | Inv.  | Segles XVI-XVII                                    | Còrdas Théoule                                            | 43° 59′ 28″ N, 1° 06′ 57″ E / 43.991022°N,1.11571°E      | PA00095740 | Molí d'aigua de la Théoule · Vegeu més fotos d'aquest monument · Carregueu una nova foto d'aquest monument                        |
| Antiga abadia de Belleperche                            | Cat.  | Segles XVII-XVIII                                  | Còrdas                                                    | 43° 59′ 40″ N, 1° 07′ 35″ E / 43.9945°N,1.1264°E         | PA00095739 | Antiga abadia de Belleperche · Vegeu més fotos d'aquest monument · Carregueu una nova foto d'aquest monument                      |
| Castell des Fours                                       | Inv.  | Segles XV-XVI                                      | Cucmont                                                   | 43° 51′ 18″ N, 0° 54′ 45″ E / 43.854901°N,0.912611°E     | PA00095741 | Carregueu una nova foto d'aquest monument                                                                                         |
| Església                                                | Inv.  | Segles XIII-XIV                                    | Donzac Rue du Barri                                       | 44° 06′ 36″ N, 0° 49′ 11″ E / 44.11000867°N,0.81971517°E | PA00095742 | Església · Vegeu més fotos d'aquest monument · Carregueu una nova foto d'aquest monument                                          |
| Cases                                                   | Inv.  | Segle XV                                           | Dunas place de la Mairie                                  | 44° 05′ 16″ N, 0° 46′ 12″ E / 44.08771650°N,0.76992453°E | PA00095744 | Cases · Carregueu una nova foto d'aquest monument                                                                                 |
| Església                                                | Inv.  | Segles XIII-XVI                                    | Dunas Rue des Pyrénées                                    | 44° 05′ 10″ N, 0° 46′ 18″ E / 44.08608545°N,0.7715367°E  | PA00095743 | Església · Vegeu més fotos d'aquest monument · Carregueu una nova foto d'aquest monument                                          |
| Església                                                | Inv.  |                                                    | Godorvila                                                 | 44° 06′ 51″ N, 0° 55′ 42″ E / 44.11422963°N,0.92846764°E | PA00095753 | Església · Vegeu més fotos d'aquest monument · Carregueu una nova foto d'aquest monument                                          |
| Castell                                                 | Inv.  | Segles XII-XIII                                    | Godorvila                                                 | 44° 06′ 52″ N, 0° 55′ 31″ E / 44.11452384°N,0.92525114°E | PA00095752 | Castell · Vegeu més fotos d'aquest monument · Carregueu una nova foto d'aquest monument                                           |
| Castell de Gramont                                      | Inv.  | Segles XIII-XIV                                    | Gramont                                                   | 43° 56′ 14″ N, 0° 45′ 58″ E / 43.9372°N,0.7661°E         | PA00095754 | Castell de Gramont · Vegeu més fotos d'aquest monument · Carregueu una nova foto d'aquest monument                                |
| Església                                                | Cat.  | Segles XV-XVIII                                    | La Capèra                                                 | 43° 59′ 09″ N, 0° 50′ 34″ E / 43.98573019°N,0.84265513°E | PA00095762 | Església · Vegeu més fotos d'aquest monument · Carregueu una nova foto d'aquest monument                                          |
| Antiga església de Saint-Etienne de Castanède           | Inv.  |                                                    | La Cort Saint-Étienne                                     | 44° 17′ 02″ N, 0° 59′ 29″ E / 44.28384088°N,0.99148840°E | PA00095765 | Antiga església de Saint-Etienne de Castanède · Vegeu més fotos d'aquest monument · Carregueu una nova foto d'aquest monument     |
| Església i cementiri                                    | Cat.  |                                                    | La Cort                                                   | 44° 17′ 28″ N, 0° 56′ 44″ E / 44.29111755°N,0.94563998°E | PA00095764 | Església i cementiri · Vegeu més fotos d'aquest monument · Carregueu una nova foto d'aquest monument                              |
| Capella Saint-Julien de la Motte                        | Inv.  |                                                    | La Cort                                                   | 44° 16′ 13″ N, 0° 58′ 17″ E / 44.27036848°N,0.97149997°E | PA00095763 | Capella Saint-Julien de la Motte · Vegeu més fotos d'aquest monument · Carregueu una nova foto d'aquest monument                  |
| Església                                                | Cat.  |                                                    | L'Arraset                                                 | 43° 55′ 52″ N, 1° 04′ 55″ E / 43.93101620°N,1.08181124°E | PA00095771 | Església · Vegeu més fotos d'aquest monument · Carregueu una nova foto d'aquest monument                                          |
| Castell                                                 | Cat.  | Segle XVI                                          | L'Arraset                                                 | 43° 55′ 49″ N, 1° 04′ 57″ E / 43.93019579°N,1.08248598°E | PA00095770 | Castell · Vegeu més fotos d'aquest monument · Carregueu una nova foto d'aquest monument                                           |
| Casa                                                    | Inv.  | Segles XVI-XVII                                    | Lausèrta place du Marché                                  | 44° 15′ 24″ N, 1° 08′ 17″ E / 44.25661805°N,1.13807481°E | PA00095777 | Casa · Vegeu més fotos d'aquest monument · Carregueu una nova foto d'aquest monument                                              |
| Casa de M. Abel Capis                                   | Cat.  |                                                    | Lausèrta                                                  | 44° 15′ 23″ N, 1° 08′ 16″ E / 44.25627114°N,1.13774455°E | PA00095778 | Casa de M. Abel Capis · Vegeu més fotos d'aquest monument · Carregueu una nova foto d'aquest monument                             |
| Antiga església Saint-Sernin-du-Bosc                    | Cat.  | Segles XI-XII                                      | Lausèrta Saint-Sernin                                     | 44° 14′ 20″ N, 1° 09′ 53″ E / 44.23901595°N,1.16477152°E | PA00095776 | Antiga església Saint-Sernin-du-Bosc · Vegeu més fotos d'aquest monument · Carregueu una nova foto d'aquest monument              |
| Església Saint-Barthélémy                               | Inv.  |                                                    | Lausèrta                                                  | 44° 15′ 26″ N, 1° 08′ 17″ E / 44.25712652°N,1.13818377°E | PA00095775 | Església Saint-Barthélémy · Vegeu més fotos d'aquest monument · Carregueu una nova foto d'aquest monument                         |
| Església des Carmes                                     | Inv.  | Segles XIV-XVII                                    | Lausèrta                                                  | 44° 15′ 19″ N, 1° 08′ 22″ E / 44.25532977°N,1.13953469°E | PA00095774 | Església des Carmes · Vegeu més fotos d'aquest monument · Carregueu una nova foto d'aquest monument                               |
| Antic convent des Clarisses                             | Cat.  |                                                    | Lausèrta Grand'Rue                                        | 44° 15′ 22″ N, 1° 08′ 14″ E / 44.25600348°N,1.13735037°E | PA00095773 | Antic convent des Clarisses · Vegeu més fotos d'aquest monument · Carregueu una nova foto d'aquest monument                       |
| Església                                                | Inv.  | Segles XII-XV                                      | Mansonvila                                                | 44° 01′ 02″ N, 0° 50′ 26″ E / 44.01718370°N,0.8405094°E  | PA00095779 | Església · Vegeu més fotos d'aquest monument · Carregueu una nova foto d'aquest monument                                          |
| Castell de Marçac                                       | Inv.  | Segles XIII-XVI                                    | Marçac                                                    | 43° 56′ 37″ N, 0° 49′ 21″ E / 43.94361629°N,0.82259810°E | PA00095914 | Castell de Marçac · Vegeu més fotos d'aquest monument · Carregueu una nova foto d'aquest monument                                 |
| Colomar                                                 | Inv.  | Segles XVI-XVII                                    | Marçac Lamourette                                         | 43° 56′ 53″ N, 0° 49′ 27″ E / 43.94803907°N,0.82421047°E | PA00095780 | Carregueu una nova foto d'aquest monument                                                                                         |
| Església Saint-Orens                                    | Inv.  | Segles XV-XVI                                      | Maubèc                                                    | 43° 48′ 34″ N, 0° 54′ 58″ E / 43.8094°N,0.9162°E         | PA00095782 | Església Saint-Orens · Vegeu més fotos d'aquest monument · Carregueu una nova foto d'aquest monument                              |
| Col·legi des Doctrinaires                               | Inv.  | Segles XVII-XVIII                                  | Moissac 12 boulevard Lakanal                              | 44° 06′ 10″ N, 1° 04′ 56″ E / 44.10275833°N,1.08219412°E | PA00095786 | Col·legi des Doctrinaires · Vegeu més fotos d'aquest monument · Carregueu una nova foto d'aquest monument                         |
| Pont-canal del Cacor                                    | Inv.  | Segle xix                                          | Moissac                                                   | 44° 05′ 29″ N, 1° 06′ 08″ E / 44.0914°N,1.1023°E         | PA82000003 | Pont-canal del Cacor · Vegeu més fotos d'aquest monument · Carregueu una nova foto d'aquest monument                              |
| Colomar de Milliole                                     | Inv.  | Segle XVII                                         | Moissac                                                   | 44° 05′ 30″ N, 1° 03′ 42″ E / 44.09165382°N,1.06179620°E | PA00095793 | Colomar de Milliole · Vegeu més fotos d'aquest monument · Carregueu una nova foto d'aquest monument                               |
| Masoveria del Castanet                                  | Inv.  | Segle XV                                           | Moissac Camí de Saint-Nicolas-de-la-Grave                 | 44° 05′ 43″ N, 1° 03′ 58″ E / 44.09534951°N,1.0659868°E  | PA00095792 | Carregueu una nova foto d'aquest monument                                                                                         |
| Hôtel de l'Ange et de la Marine                         | Inv.  |                                                    | Moissac Més amunt del Pont Napoléon                       | 44° 06′ 01″ N, 1° 05′ 03″ E / 44.10022152°N,1.08405752°E | PA00095791 | Hôtel de l'Ange et de la Marine · Vegeu més fotos d'aquest monument · Carregueu una nova foto d'aquest monument                   |
| Hipòdrom de Castenet                                    | Inv.  |                                                    | Moissac Camí de Saint-Nicolas-de-la-Grave                 | 44° 05′ 42″ N, 1° 04′ 00″ E / 44.09492810°N,1.0667650°E  | PA00095790 | Carregueu una nova foto d'aquest monument                                                                                         |
| Font dels Vingt-Quatre-Echelons                         | Inv.  |                                                    | Moissac Côte de Landerose                                 | 44° 06′ 32″ N, 1° 05′ 22″ E / 44.10894662°N,1.08958217°E | PA00095789 | Font dels Vingt-Quatre-Echelons · Vegeu més fotos d'aquest monument · Carregueu una nova foto d'aquest monument                   |
| Església Saint-Pierre i claustre                        | Cat.  | Segles XI-XII                                      | Moissac                                                   | 44° 06′ 19″ N, 1° 05′ 04″ E / 44.10536949°N,1.08445232°E | PA00095788 | Església Saint-Pierre i claustre · Carregueu una nova foto d'aquest monument                                                      |
| Església Saint-Martin                                   | Cat.  | Segles XIV-XVI                                     | Moissac                                                   | 44° 06′ 06″ N, 1° 04′ 31″ E / 44.10171481°N,1.07528988°E | PA00095787 | Església Saint-Martin · Vegeu més fotos d'aquest monument · Carregueu una nova foto d'aquest monument                             |
| Antiga abadia de Moissac                                | Inv.  | Segles XI-XII                                      | Moissac                                                   | 44° 06′ 19″ N, 1° 05′ 04″ E / 44.1052°N,1.0845°E         | PA00095785 | Antiga abadia de Moissac · Vegeu més fotos d'aquest monument · Carregueu una nova foto d'aquest monument                          |
| Colomar                                                 | Cat.  |                                                    | Moissac dos quilòmetres al sud-oest de Lassalle           | 44° 14′ 26″ N, 1° 43′ 36″ E / 44.24064724°N,1.72677770°E | PA00095772 | Carregueu una nova foto d'aquest monument                                                                                         |
| Església                                                | Inv.  |                                                    | Montagudet                                                | 44° 14′ 38″ N, 1° 05′ 35″ E / 44.24386088°N,1.09305666°E | PA00095795 | Església · Vegeu més fotos d'aquest monument · Carregueu una nova foto d'aquest monument                                          |
| Església de Pervillac                                   | Inv.  | Segles XV-XIX                                      | Montagut de Carcin                                        | 44° 20′ 43″ N, 1° 03′ 50″ E / 44.34522327°N,1.06375348°E | PA00095797 | Església de Pervillac · Vegeu més fotos d'aquest monument · Carregueu una nova foto d'aquest monument                             |
| Església Notre-Dame-de-Gouts                            | Inv.  | Segle XV                                           | Montagut de Carcin Gouts                                  | 44° 21′ 26″ N, 1° 00′ 25″ E / 44.35711889°N,1.00688166°E | PA00095796 | Església Notre-Dame-de-Gouts · Vegeu més fotos d'aquest monument · Carregueu una nova foto d'aquest monument                      |
| Palau Saint-Roch                                        | Inv.  | Segle xix                                          | Lo Pin                                                    | 44° 02′ 15″ N, 0° 57′ 59″ E / 44.0375145°N,0.9663037°E   | PA00095850 | Palau Saint-Roch · Vegeu més fotos d'aquest monument · Carregueu una nova foto d'aquest monument                                  |
| Colomar de Roques                                       | Inv.  | Segle XVIII                                        | Pomavic                                                   | 44° 05′ 14″ N, 0° 55′ 41″ E / 44.08728882°N,0.92814042°E | PA82000027 | Colomar de Roques · Carregueu una nova foto d'aquest monument                                                                     |
| Església                                                | Cat.  | Segle XI                                           | Pomavic                                                   | 44° 05′ 59″ N, 0° 55′ 56″ E / 44.09985401°N,0.93231094°E | PA00095852 | Església · Vegeu més fotos d'aquest monument · Carregueu una nova foto d'aquest monument                                          |
| Ruïnes del castell de Couyssels                         | Inv.  | Segles XIII-XIV                                    | Recacòrn Couyssels                                        | 44° 20′ 08″ N, 0° 57′ 15″ E / 44.33547039°N,0.9540774°E  | PA00095862 | Ruïnes del castell de Couyssels · Vegeu més fotos d'aquest monument · Carregueu una nova foto d'aquest monument                   |
| Ruïnes de la capella de Saint-Julien-de-Couyssels       | Inv.  |                                                    | Recacòrn Saint-Julien                                     | 44° 19′ 48″ N, 0° 57′ 20″ E / 44.33010709°N,0.95559721°E | PA00095861 | Ruïnes de la capella de Saint-Julien-de-Couyssels · Vegeu més fotos d'aquest monument · Carregueu una nova foto d'aquest monument |
| Capella de Claux                                        | Inv.  |                                                    | Recacòrn Le Claux                                         | 44° 18′ 42″ N, 0° 56′ 56″ E / 44.31167013°N,0.94886993°E | PA00095860 | Capella de Claux · Vegeu més fotos d'aquest monument · Carregueu una nova foto d'aquest monument                                  |
| Església                                                | Inv.  | Segle XVII                                         | Sent Anhan                                                | 44° 01′ 04″ N, 1° 04′ 36″ E / 44.01768512°N,1.07658999°E | PA00095863 | Església · Vegeu més fotos d'aquest monument · Carregueu una nova foto d'aquest monument                                          |
| Ruïnes de l'habitatge de Lagarde                        | Inv.  | Segles XII-XIII                                    | Sent Amanç de Pelagal Lagarde-en-Calvère                  | 44° 13′ 25″ N, 1° 07′ 30″ E / 44.22355132°N,1.12512393°E | PA00095865 | Carregueu una nova foto d'aquest monument                                                                                         |
| Església                                                | Inv.  |                                                    | Sent Amanç del Puèg                                       | 44° 19′ 01″ N, 0° 53′ 18″ E / 44.31688573°N,0.88841512°E | PA00095864 | Església · Vegeu més fotos d'aquest monument · Carregueu una nova foto d'aquest monument                                          |
| Església                                                | Inv.  | Segles XI-XVI                                      | Sent Cirici                                               | 44° 03′ 00″ N, 0° 50′ 51″ E / 44.04989884°N,0.84751113°E | PA00095878 | Església · Vegeu més fotos d'aquest monument · Carregueu una nova foto d'aquest monument                                          |
| Església                                                | Inv.  |                                                    | Sent Joan del Boset                                       | 43° 59′ 22″ N, 0° 52′ 28″ E / 43.98949023°N,0.87444183°E | PA00095879 | Església · Vegeu més fotos d'aquest monument · Carregueu una nova foto d'aquest monument                                          |
| Castell de Candes                                       | Inv.  | Segle xix                                          | Sent Miquèu Candes                                        | 44° 03′ 30″ N, 0° 55′ 43″ E / 44.05846757°N,0.92858261°E | PA82000004 | Carregueu una nova foto d'aquest monument                                                                                         |
| Església                                                | Inv.  | Segle XVI                                          | Sent Nasari de Valentana                                  | 44° 13′ 29″ N, 1° 00′ 46″ E / 44.22471925°N,1.01274910°E | PA00095881 | Església · Vegeu més fotos d'aquest monument · Carregueu una nova foto d'aquest monument                                          |
| Casa natal del cavaller de Lamothe-Cadillac             | Inv.  | Segle XVII                                         | Sent Micolau de la Grava Rue Lamothe-Cadillac             | 44° 03′ 51″ N, 1° 01′ 18″ E / 44.06430044°N,1.02158238°E | PA00095884 | Casa natal del cavaller de Lamothe-Cadillac · Vegeu més fotos d'aquest monument · Carregueu una nova foto d'aquest monument       |
| Església del Moutet                                     | Inv.  | Segles XV-XVII                                     | Sent Micolau de la Grava Le Moutet                        | 44° 02′ 57″ N, 1° 00′ 58″ E / 44.04926264°N,1.01606063°E | PA00095883 | Església del Moutet · Vegeu més fotos d'aquest monument · Carregueu una nova foto d'aquest monument                               |
| Castell dit de Richard Coeur de Lion                    | Inv.  | Segles XIII-XVI                                    | Sent Micolau de la Grava                                  | 44° 03′ 52″ N, 1° 01′ 25″ E / 44.06450025°N,1.02359841°E | PA00095882 | Castell dit de Richard Coeur de Lion · Carregueu una nova foto d'aquest monument                                                  |
| Església de Cornac                                      | Inv.  | Segles XIV-XV                                      | Sent Pau dels Pins Saint-Jean-de-Cornac                   | 44° 08′ 46″ N, 1° 00′ 18″ E / 44.14614463°N,1.00506896°E | PA00095885 | Església de Cornac · Vegeu més fotos d'aquest monument · Carregueu una nova foto d'aquest monument                                |
| Església                                                | Inv.  | Segles XV-XVII                                     | Sent Vincenç de l'Espinassa                               | 44° 07′ 05″ N, 0° 57′ 14″ E / 44.117917°N,0.953901°E     | PA00095889 | Església · Vegeu més fotos d'aquest monument · Carregueu una nova foto d'aquest monument                                          |
| Castell de la Barathie                                  | Inv.  |                                                    | Senta Geleda La Barathie                                  | 44° 17′ 38″ N, 1° 08′ 44″ E / 44.29379127°N,1.14566754°E | PA00095880 | Castell de la Barathie · Vegeu més fotos d'aquest monument · Carregueu una nova foto d'aquest monument                            |
| Església Saint-Christophe                               | Cat.  | Segle XV                                           | Tofalhas                                                  | 44° 16′ 16″ N, 1° 02′ 52″ E / 44.27118178°N,1.04767572°E | PA00095911 | Església Saint-Christophe · Vegeu més fotos d'aquest monument · Carregueu una nova foto d'aquest monument                         |
| Ruïnes del castell de Moissaguel                        | Inv.  |                                                    | Tofalhas Moissaguel                                       | 44° 16′ 47″ N, 0° 59′ 55″ E / 44.27977054°N,0.9986853°E  | PA00095893 | Carregueu una nova foto d'aquest monument                                                                                         |
| Casa forta de Quissac                                   | Inv.  | Segle XVII                                         | Valelhas Quissac-Bas                                      | 44° 21′ 05″ N, 0° 55′ 30″ E / 44.35140304°N,0.92496954°E | PA00095894 | Carregueu una nova foto d'aquest monument                                                                                         |
| Dos safareigs                                           | Inv.  | Segles XVII-XVIII                                  | Valença d'Agen rue Saint-Bernard; allée des Fontaines     | 44° 06′ 20″ N, 0° 53′ 36″ E / 44.10557367°N,0.89328429°E | PA00095896 | Dos safareigs · Vegeu més fotos d'aquest monument · Carregueu una nova foto d'aquest monument                                     |
| Castell de Castels                                      | Inv.  | Segles XVII-XIX                                    | Valença d'Agen Castels                                    | 44° 08′ 02″ N, 0° 53′ 20″ E / 44.13387380°N,0.88897761°E | PA00095895 | Carregueu una nova foto d'aquest monument                                                                                         |